# Ramal F1 del Ferrocarril Belgrano
El Ramal F1 pertenece al Ferrocarril General Belgrano, Argentina.

## Características
Es un ramal de la red de Trocha Angosta del Ferrocarril General Belgrano, cuya extensión original tiene  167 km, presta servicios de trenes de carga de la empresa estatal Trenes Argentinos Cargas entre el empalme del ramal C y la estación Sorrento
El 1.º de septiembre de 1888, quedó inaugurada la línea de Santa Fe a Rosario, ingresó a Rosario desde el Norte por el actual Boulevard Rondeau, estableciéndose una parada en Pueblo Alberdi (en proximidades de la actual calle Superí, hoy plaza Alberdi) y tras el cruce de la que luego sería Avenida Sorrento tomó rumbo Suroeste estableciendo la estación Sorrento en lo que hoy es la calle Darregueira y República Siria. Saliendo de la estación Sorrento su trazado continuaba en la dirección mencionada (suroeste) y tras cruzar a nivel con la vía del F.C.B.A. y R. (luego Cabin N.º 20) a la altura de lo que hoy es la calle Juan B. Justo se curvaba tomando una franca dirección sur. Seguía en dirección sur hasta lo que hoy es la Av. Juan José Paso donde empalmaba con el F.C.C.C. A esta altura el Ferrocarril Central Córdoba había levantado su estación Empalme Graneros, en el kilómetro 305 de su trayecto desde Buenos Aires, justamente donde el Central Córdoba empalmaba con el Ferrocarril Santa Fe. Ambos ferrocarriles, el Central Córdoba y el Santa Fe usaban la misma vía unos metros pues poco después de traspasado el kilómetro 305 el F.C.S.F. volvía a independizarse del Central Córdoba mediante un desvío hacia el este y siguiendo un trayecto diagonal llegaba a su propia estación en la calle Caferatta en Rosario, luego de pasar en trinchera por debajo de las vías del F.C.C.A. antes de que estas ingresen a la playa Rosario parada, además de la construcción de un pequeño desvío para el interchambio de cargas y pasajeros con este ferrocarril, para lo cual estableció la estación Ludueña.
Las cabeceras Santa Fe y Rosario se encuentran Inactivas
Últimamente recibió varias obras de infraestructura en cuanto a los pasos a nivel existentes en su traza, especialmente en Santa Fe y en la localidad de Capitán Bermúdez

## Fotografías

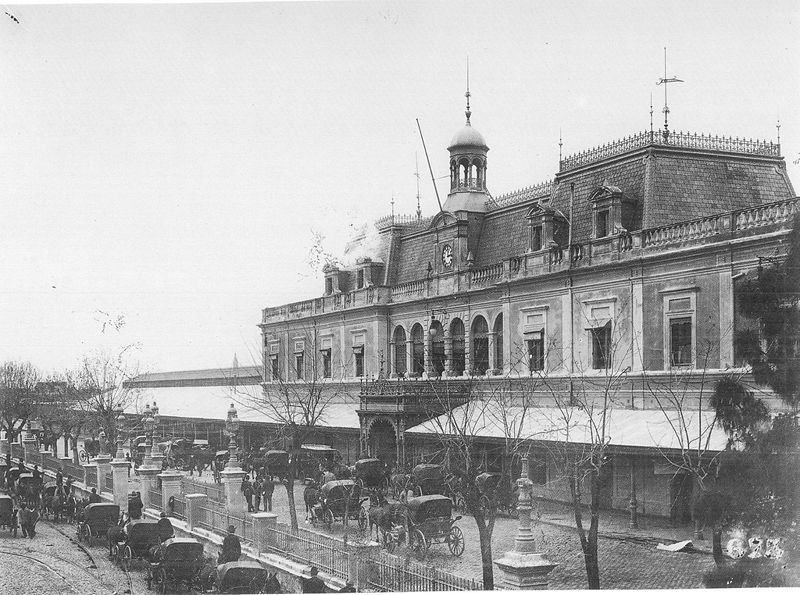
Antigua estación Santa Fe cabecera del Ramal F1  conocida popularmente como  "La Francesa" ahora en ese lugar funciona la Estación de Ómnibus Gral. Manuel Belgrano
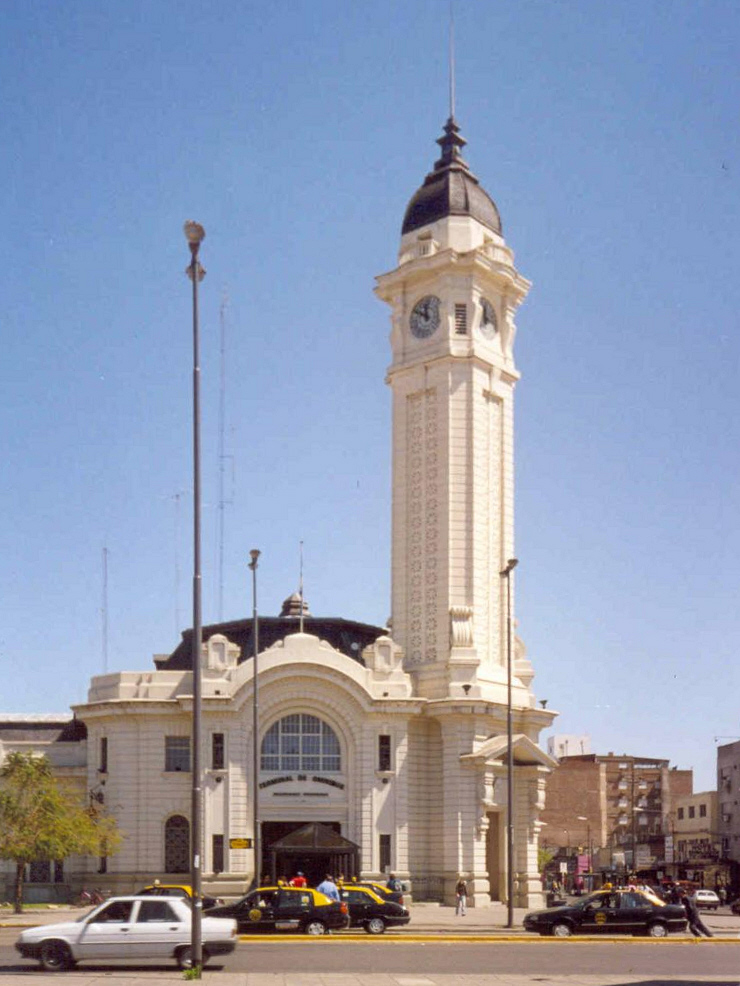
Antigua estación Rosario cabecera del Ramal F1, ahora en ese lugar funciona la Estación de Ómnibus Mariano Moreno